# Eric Shinseki
Eric Ken Shinseki, född 28 november 1942 i Lihue, Hawaiiterritoriet, är en amerikansk pensionerad fyrstjärnig general. Han var USA:s arméstabschef 1999-2003 och USA:s veteranminister 2009–2014. Han är av japansk härkomst och var den första amerikan av asiatisk härkomst som blev fyrstjärnig general.
Tre av Shinsekis far- och morbröder tog tjänstgöring i USA:s armé för att visa sin lojalitet till sitt nya hemland. Detta inspirerade Shinseki att bli officer. Han avlade 1965 examen vid United States Military Academy i West Point och blev samma år fänrik. Senare samma år skickade han för tjänstgöring i Vietnam under Vietnamkriget, och kom att tjänstgöra där en andra omgång innan krigets slut. Han tilldelades tre Bronze Stars och ett Purple Heart med eklöv, den sistnämnda medaljen för en stridsskada som innebar att han förlorade en del av sin högra fot. Efter närmare ett år i konvalescens återvände han till aktiv tjänst 1971.
Han avlade 1976 en mastersexamen i engelska vid Duke University och var därefter instruktör vid United States Military Academy. 1991 befordrades han till brigadgeneral. 1994 fick han befälet över 1st Cavalry Division och senare samma år blev han generalmajor. Han befordrades till generallöjtnant 1996 och blev 1997 befälhavare för USA:s arméstyrkor i Europa, tillika befälhavare för Natos markstyrkor i centrala Europa. I denna roll var han befälhavare för SFOR i Bosnien och Hercegovina 1997-1998. Han befordrades till fyrstjärnig general 1997.
Shinseki efterträdde 1999 Dennis Reimer som USA:s arméstabschef under Bill Clintons tid som president. Under George W. Bushs presidenttid uppstod spänningar mellan Shinseki och det civila ledarskapet i Pentagon. Shinseki höll med Colin Powells inställning att om en militär insats genomfördes skulle den vara överväldigande i storlek, hastighet och styrka. Denna uppfattning kom på kollisionskurs med försvarsminister Donald Rumsfeld och hans rådgivare Paul Wolfowitz som förespråkade insatser med ett "litet fotavtryck" baserat på uppfattningen att avancerad teknik och precisionsstyrda vapen gjorde stora styrkor av traditionellt infanteri föråldrade. Omedelbart före Irakkriget 2003 blev denna åsiktsskillnad offentlig då Shinseki inför USA:s kongress vittnade om att en invasion av Irak skulle kräva flera hundra tusen soldater och att en ockupation efter kriget skulle väcka upp etniska spänningar som kunde leda till andra problem. Dessa uttalanden tillbakavisades av Rumsfeld och Wolfowitz, och Shinseki gick i pension några månader senare under 2003, och efterträddes då som arméchef av Peter Schoomaker.
Han var USA:s veteranminister från januari 2009 till maj 2014 i Barack Obamas regering. Det hade länge förekommit rapporter om långa väntetider för sjukvård vid Veteranadministrationens anläggningar. 2014 kom dock avslöjanden om att vissa anläggningar hade mörkat hur situationen såg ut och inte rapporterat korrekta väntetider samt att krigsveteraner hade dött i väntan på vård. Till följd av denna skandal avgick Shinseki som veteranminister i maj 2014.